# Оса (полуостров)
О́са (исп. Península de Osa) — полуостров в Центральной Америке, на юго-западе Коста-Рики.

## География
Полуостров отделяет залив Гольфо-Дульсе от Тихого океана и является вторым по площади полуостровом страны. Входит в провинцию Пунтаренас.
Есть несколько небольших рек, самая крупная — Ринкон. У западного побережья имеется небольшое озеро Корковало. Максимальная высота полуострова — 745 м над уровнем моря.
Полуостров покрыт влажными тропическими лесами. На его территории сосредоточена практически половина всей флоры и фауны страны. Большую его часть занимает национальный парк Корковадо. В парке встречается более 10 тысяч видов насекомых. Здесь обитают около 400 видов птиц. Основная популяция красных ара сосредоточена именно здесь. Здесь же можно обнаружить более 100 видов земноводных и пресмыкающихся. Одними из удивительных представителей этих видом являются ядовитая змея кайсака и стеклянная лягушка. Так же здесь достаточно млекопитающих, около 140 видов. Ягуары, оцелоты, обезьяны, муравьеды, ленивцы, броненосцы — лишь немногие из всего списка. Журнал «National Geographic» признал природу полуострова самой биологически насыщенной из всех известных мировых экосистем. Для изучения природных богатств полуострова в регионе был открыт научно-исследовательский центр «Cerro Osa».
Наиболее крупным городом полуострова является Пуэрто-Хименес, расположенный на берегу залива. Его население составляет 8 000 чел. (2000). На полуострове практически нет дорог. Передвигаться между посёлками можно пешеходными тропами или морем. В Пуэрто-Хименесе и Ринконе действуют аэропорты.

## Галерея

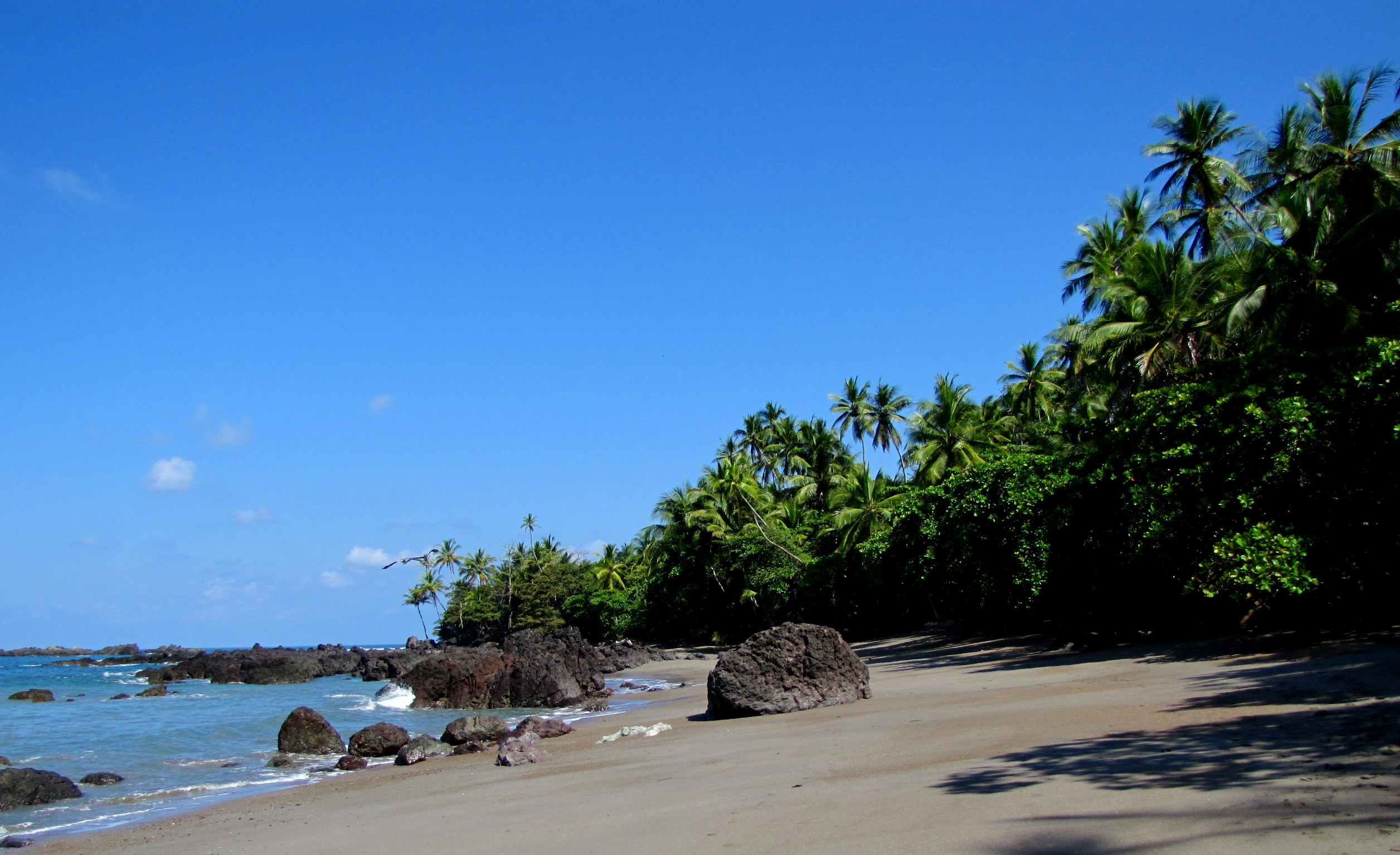
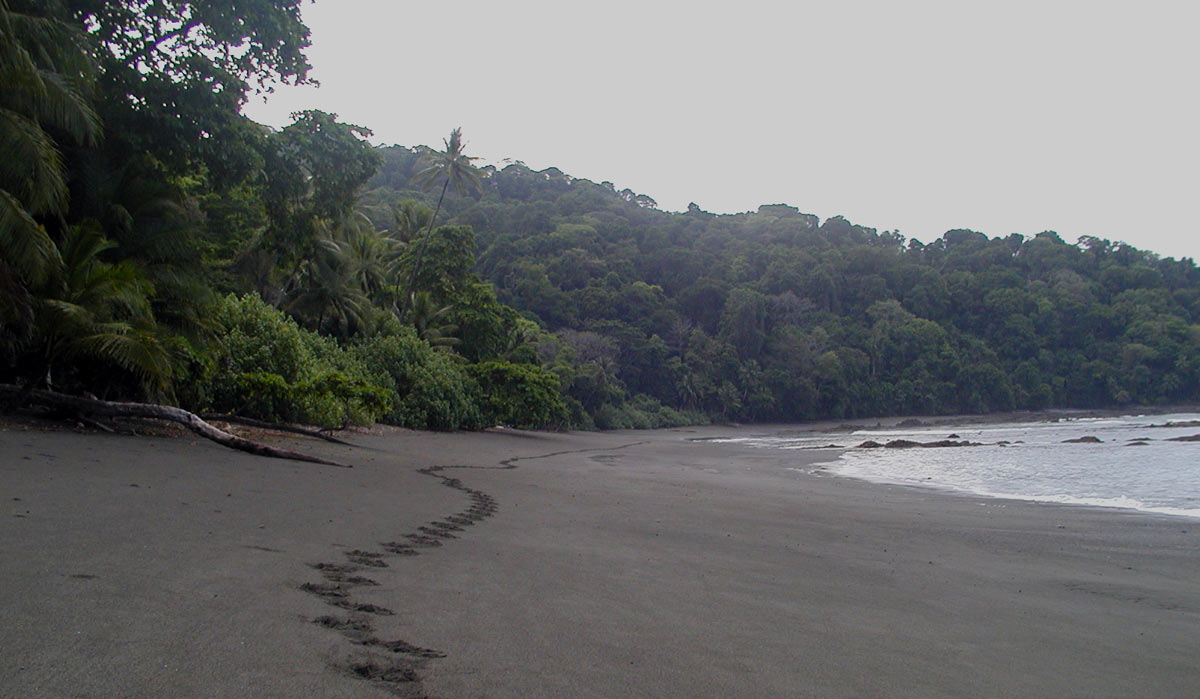
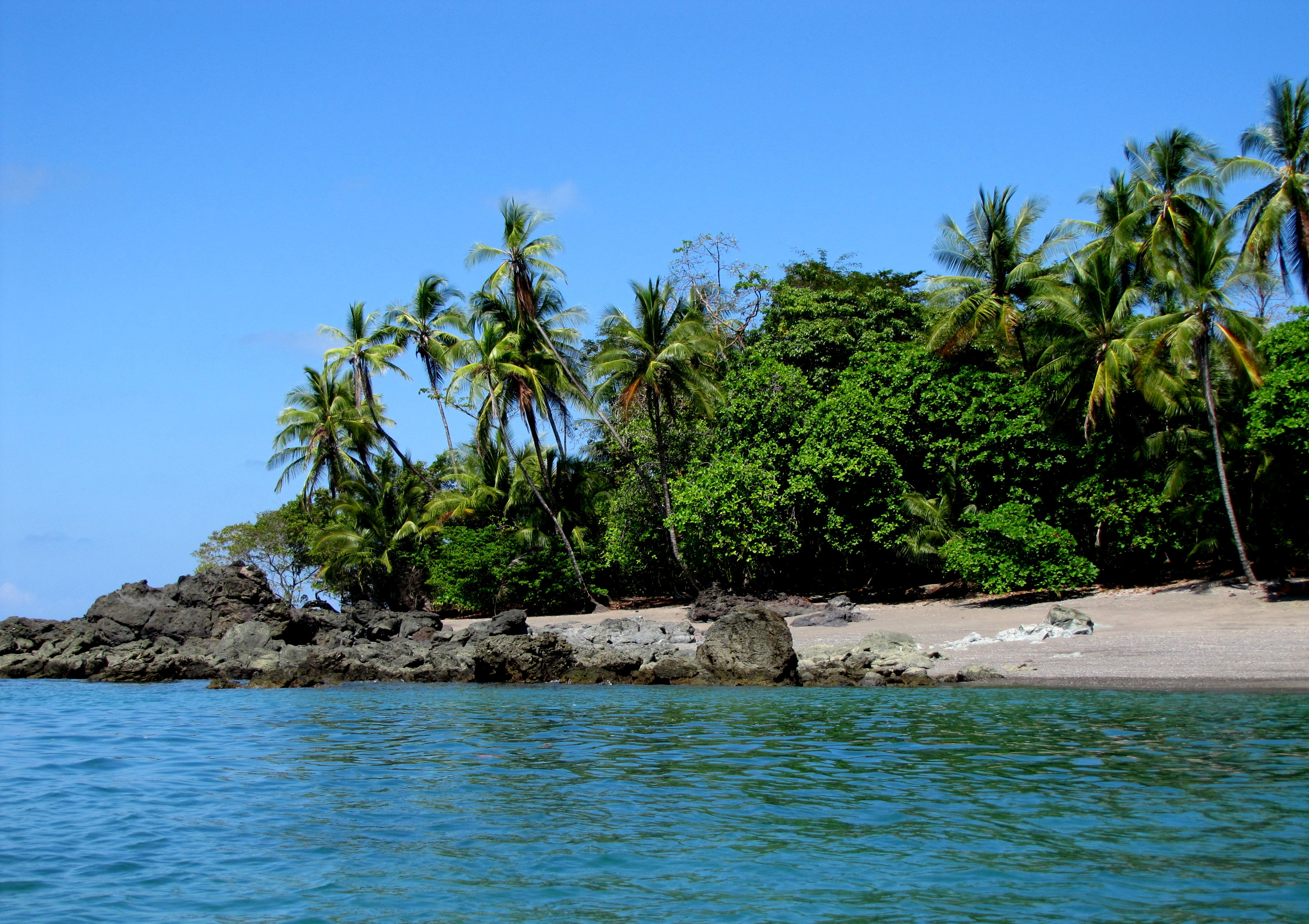
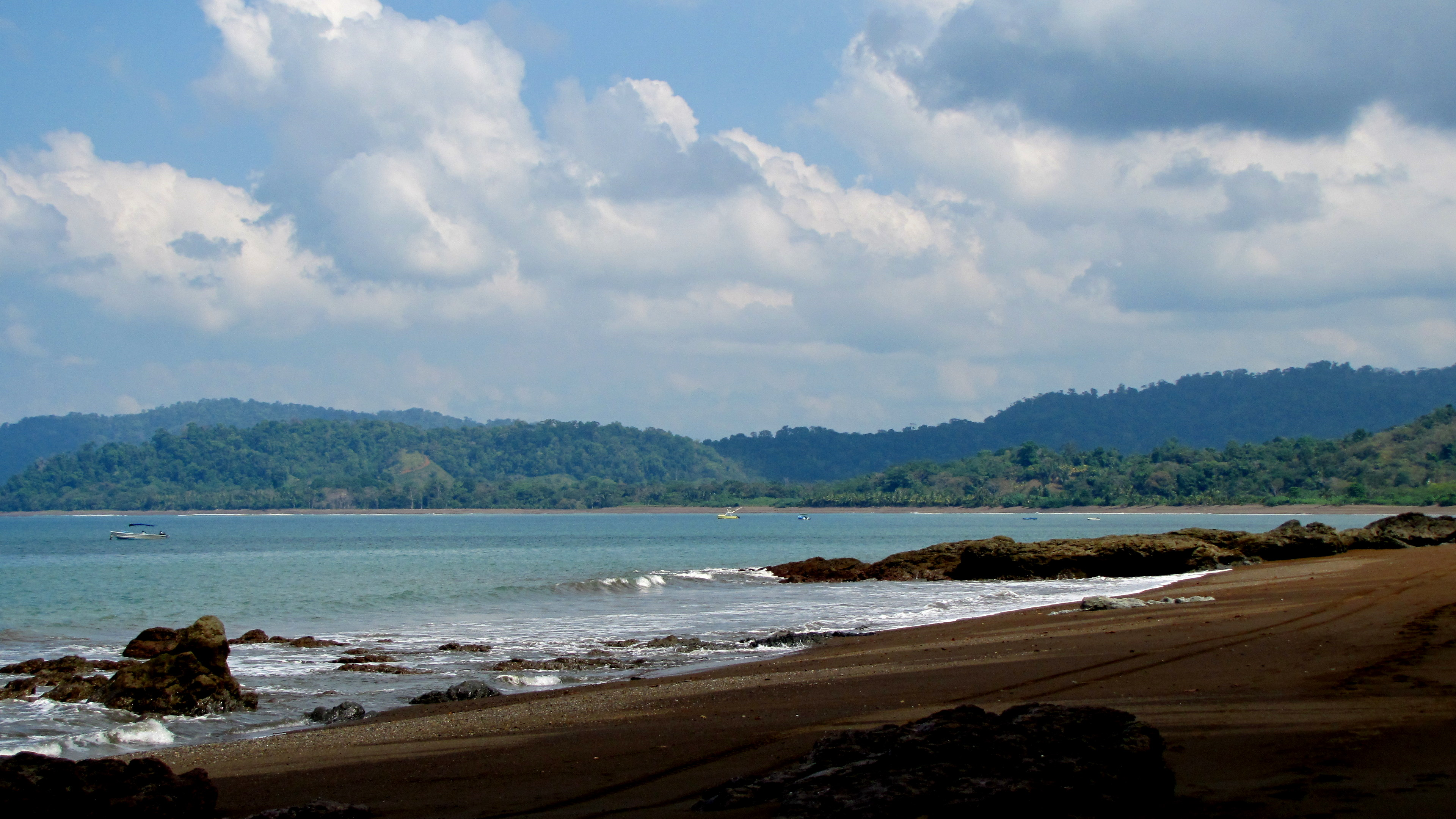